# 白井河原の戦い
白井河原の戦い（しらいかわらのたたかい）は、元亀2年（1571年）8月28日に摂津国白井河原一帯で行われた戦い。摂津池田氏を追放して三好三人衆と結ぶ荒木村重・中川清秀らの軍が、将軍・足利義昭方の和田惟政・茨木重朝らの軍を破った。これを境に、摂津三守護（池田勝正、伊丹親興、和田惟政）は勢力を失い、荒木・中川や高山友照・右近父子などが摂津の支配者となる。戦国時代から安土桃山時代初期への世代交代の戦いとも考えられている。

## 開戦までの経緯
戦国時代初期の永正の錯乱以降、摂津国は常に戦乱の地であり、永らく一つにまとまっていなかった。
永禄11年（1568年）8月には、伊丹親興・茨木重朝連合軍と池田勝正軍の戦い（猪名寺の戦い）があったが、直後の9月に足利義昭を擁する織田信長が西上して摂津に至り、敵対する三好氏の本拠・芥川山城を攻め落とした。三好三人衆らは阿波国に撤退し、彼らと抗争を繰り広げていた松永久秀は新将軍となった義昭に服した。
義昭擁立に功のあった近江国甲賀の国人である和田惟政が、伊丹親興・池田勝正と並ぶ摂津の大名に抜擢される（摂津三守護）と、松永に属していた高山友照はこれに従い、和田が高槻城に移った後の芥川山城を預けられ、大名に飛躍するきっかけとなった。
元亀元年（1570年）4月、信長は諸国より参集した大名・国人・幕臣等を率いて若狭国、さらには越前国朝倉義景の征伐を目指したが、浅井長政の離反のため退却した（金ヶ崎の戦い）。このとき、池田勝正は明智光秀や木下秀吉らとともに殿軍をつとめ、無事に撤退させる功を挙げた。
5月より、信長は京を離れ朝倉・浅井との再戦に精力を注いでいたが、その間の6月19日、池田家中の荒木村重が三好三人衆方に寝返り、池田重成（知正か）と中川清秀を誘って当主・勝正を追放した。直後の26日に、勝正は将軍方の三好義継に伴われて上洛した。そのころ、近江では織田・徳川軍と朝倉・浅井軍が激突していた（28日、姉川の戦い）。
摂津国内の情勢は茨木を支援する和田と荒木・中川連合が対立する構図となったが、荒木は7月に阿波から再上陸した三好長逸の支援を受けており（野田・福島の戦い）、三好三人衆と幕府・織田軍の勢力争いの場でもあった。
元亀2年（1571年）5月、三好義継と松永久秀が畠山昭高の河内国交野城を攻める。足利義昭はともに将軍方である義継・久秀・昭高の紛争に対して、和田惟政に昭高救援を命じ、対立関係にあった大和国の筒井順慶とも和睦して久秀を牽制しようとした。これを知った義継・久秀は義昭に反旗を翻し、長く抗争を繰り広げてきた三好三人衆や阿波三好勢力（三好長治・篠原長房ら）とも和睦したことで分裂していた三好氏勢力が再結集された。
そして8月、西国街道上の白井河原を挟んで幕府・織田方と三好方が対峙することとなった。この時、幕府・織田方の和田・茨木連合軍500騎は耳原古墳の西側の糠塚（幣久良山）に陣取り、三好方の荒木・中川連合軍2500騎は郡山の北側の馬塚に布陣した。

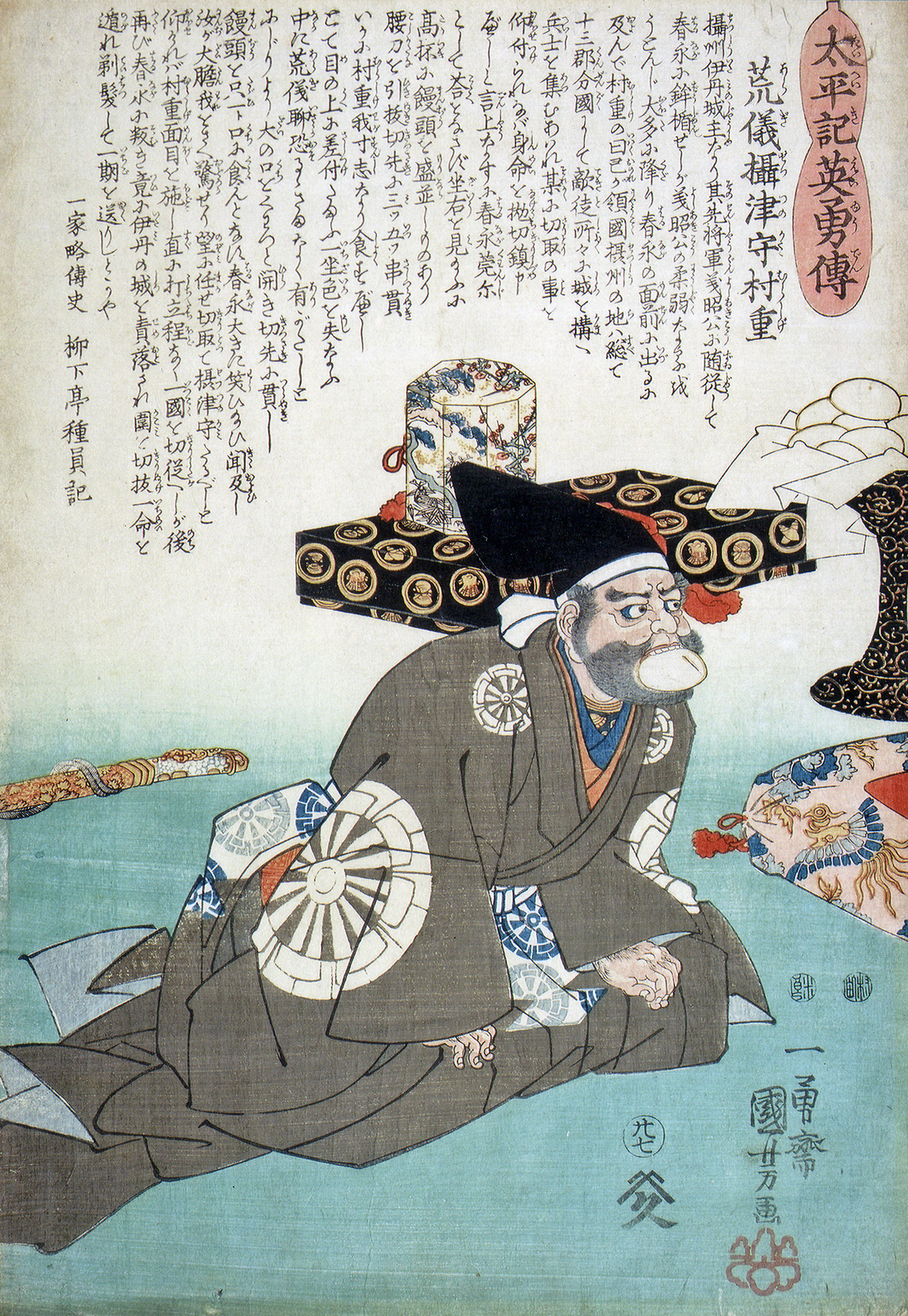
荒木村重錦絵図
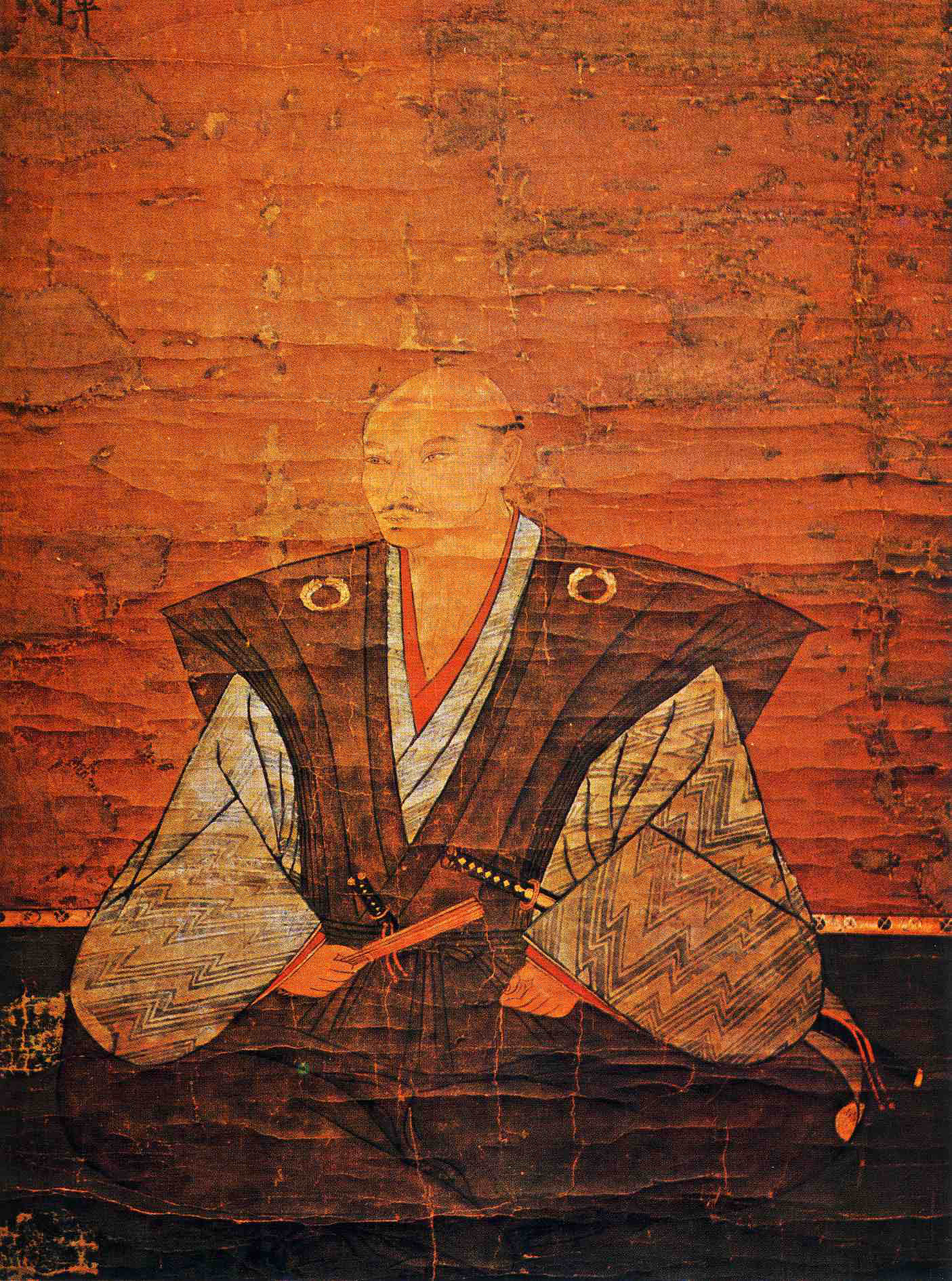
中川清秀像
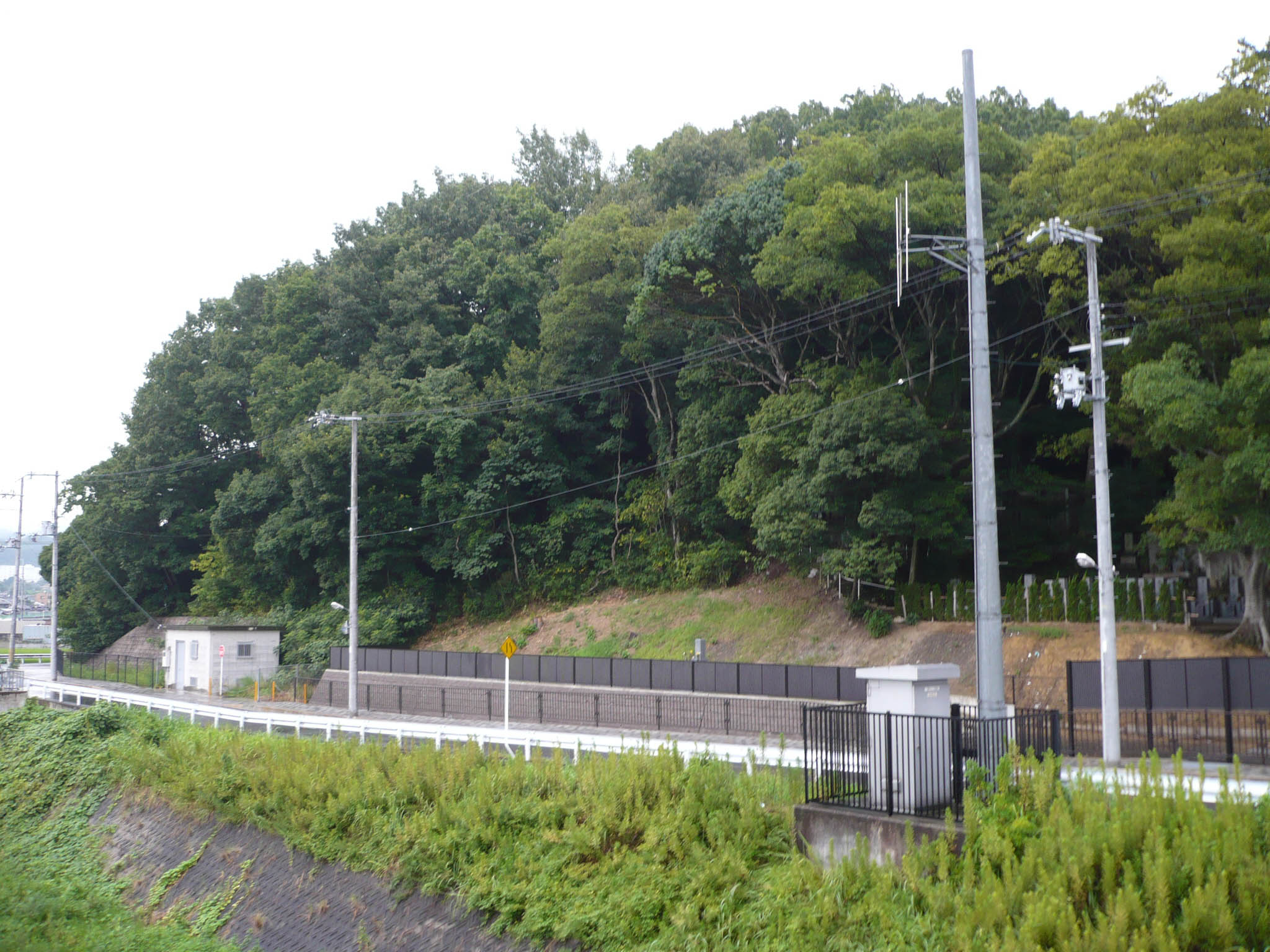
和田惟政、茨木重朝連合軍が陣取った糠塚

## 戦いの情況

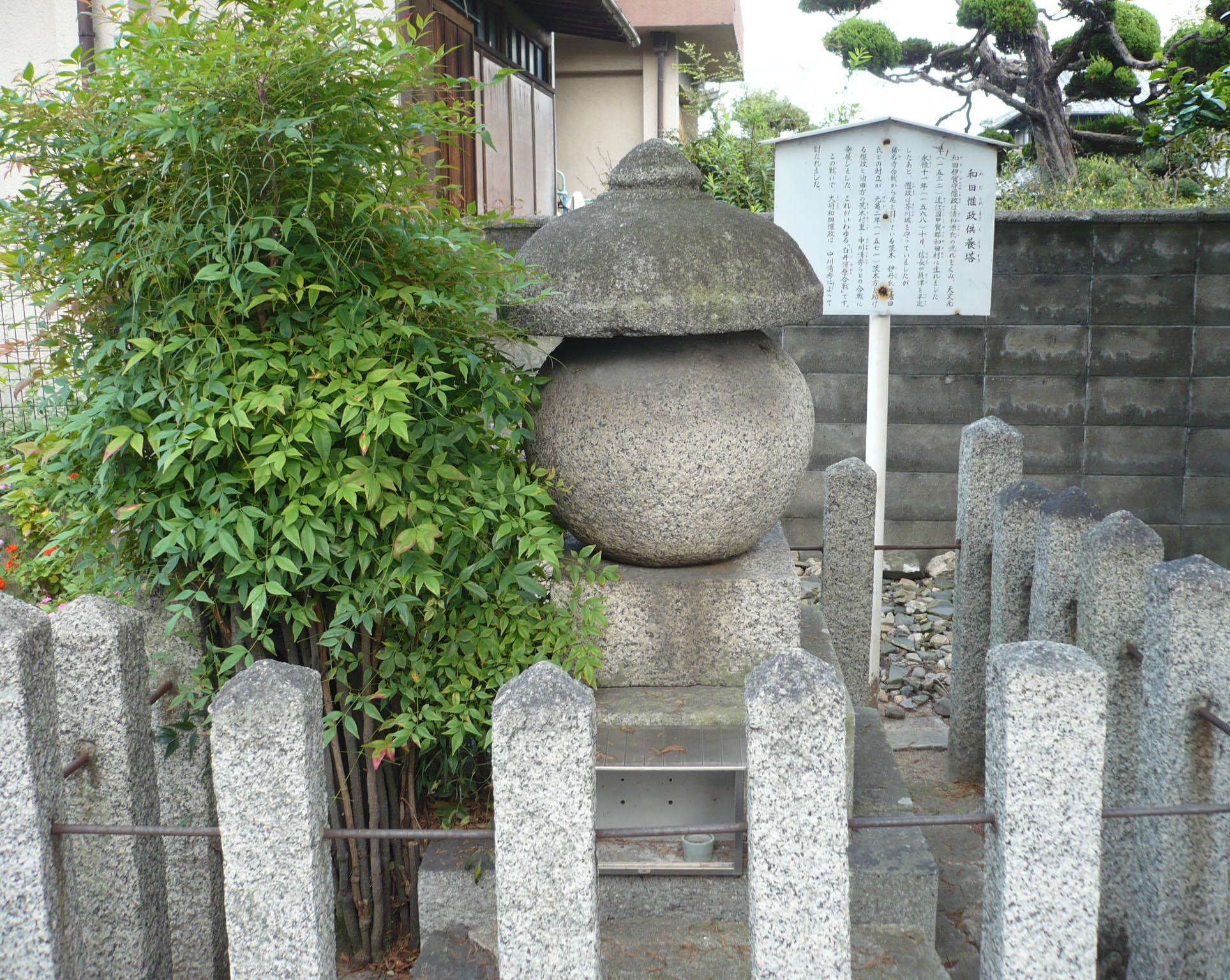
和田惟政の五輪塔

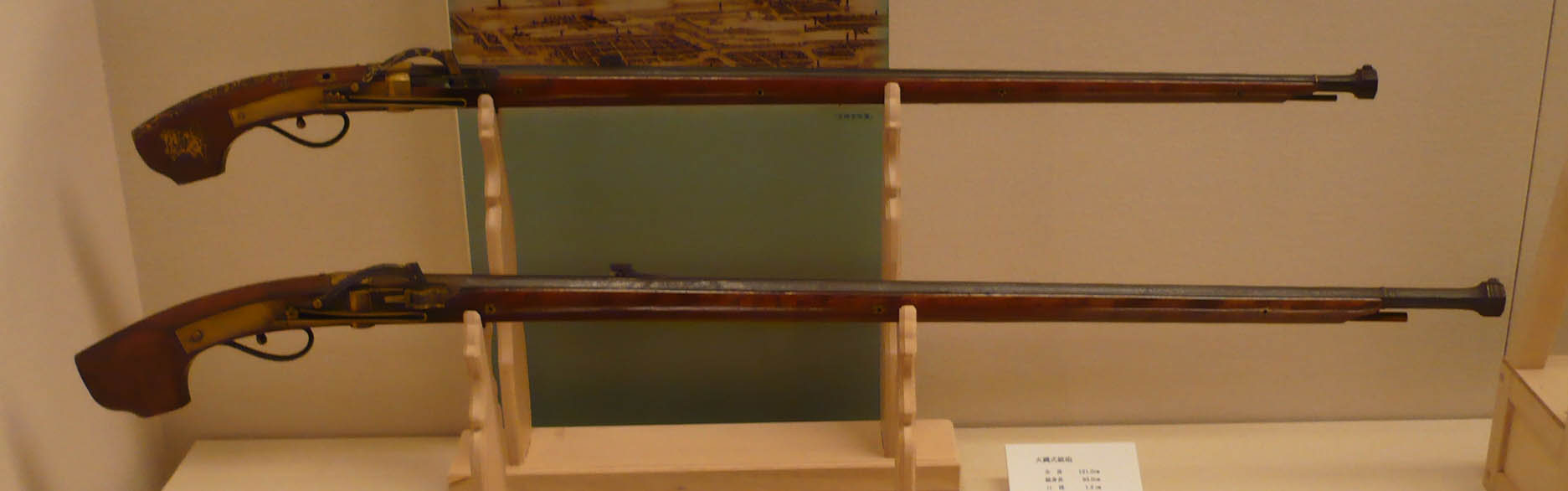
火縄式鉄砲

未だ陣形が整わない和田・茨木連合軍から、郡山城主・郡正信が単身で荒木・中川連合軍の馬塚に出向き、時間稼ぎをしようとした。惟政の息子・和田惟長の軍がこの時合力するために向かっており、高槻城には高山友照らの戦力もあったため、これらを加えるための時間稼ぎの行動と推察されるが、これは見破られ、逆に戦闘が開始された。
正信は惟政に対し、「多勢に無勢では勝目が無い。大将は強いだけが能ではなく、可をみて進み、不可を見て退き、無事をもって利をはかるのが名将なのだ」と進言した（『陰徳太平記』）。しかし、惟政はこの申し出を全く聞き入れず、200騎を引き連れて馬塚に突撃したようである（『日本史』）。
正信は名馬「金屋黒」に乗って戦闘に参加したが、荒木・中川連合軍の武将・山脇源太夫に討ち取られてしまった（『陰徳太平記』）。村重は「惟政の首を取った者には呉羽台を与える」と陣礼を出し、清秀が首を取った。呉羽台とは現在の池田市旭丘2丁目周辺とされ、石高300石～500石程度のこの土地が恩賞として与えられたと考えられている。茨木市南耳原2丁目周辺には、和田惟政の墓と伝わる五輪塔がある。
清秀と惟政が激突している最中、茨木軍は手薄となった村重の本陣に突進したが、山陰に隠れていた2000兵が茨木軍を囲い込み、鉄砲衆300兵を駆使して落としいれた（『日本史』）。それでも茨木軍は奮闘し、最後には茨木重朝が自ら村重に傷を負わせながらも、村重に討ち取られたとされる。将軍・義昭の家臣となっていた長井道利も、この時討死を遂げている。
大将を2人とも失った和田・茨木連合軍の残兵は、玉砕覚悟で討って出てほぼ全滅した。「白井河原は名のみにして、唐紅の流となる」とその様子が記されている（『陰徳太平記』）。

和田惟長の軍は敗報を受けるや、高槻城に引き返し、高山友照・右近父子と城の守りを固めた。

## 戦後の影響
荒木・中川連合軍は茨木城を攻め落とし、郡山城等も攻略すると、高槻城を攻囲した。松永久秀・久通父子と阿波三好家の重臣篠原長房も攻囲軍に加わり、高槻城の城下町を2日2晩かけて焼き尽くし破壊したとされる（『日本史』）。
当時高槻城周辺にあったキリスト教会は和田氏・高山氏の庇護を受けており、事の成り行きを見守っていたフロイスはロレンソ了斎を織田信長のもとに派遣し戦況を報告させた。戦のことを知った信長は9月9日に佐久間信盛を使者として、高槻城からの撤兵を勧告した（『尋憲記』）。だが、両軍は動かず、9月24日に明智光秀が兵を率いて調停に乗り出す（『言継卿記』）に至り、村重も撤兵を決意したものと考えられている。
村重は池田城に、清秀は茨木城に入った。三好勢は高槻を越えて京に迫り、翌元亀3年（1572年）12月に三好康長・篠原自遁・篠原長重が山城国大山崎の離宮八幡宮にそれぞれ禁制を発給している（『離宮八幡宮文書』）。高槻城主となった和田惟長は高山父子と対立し、元亀4年（1573年）3月、村重に通じた高山父子によって城から追放された。

## 補説

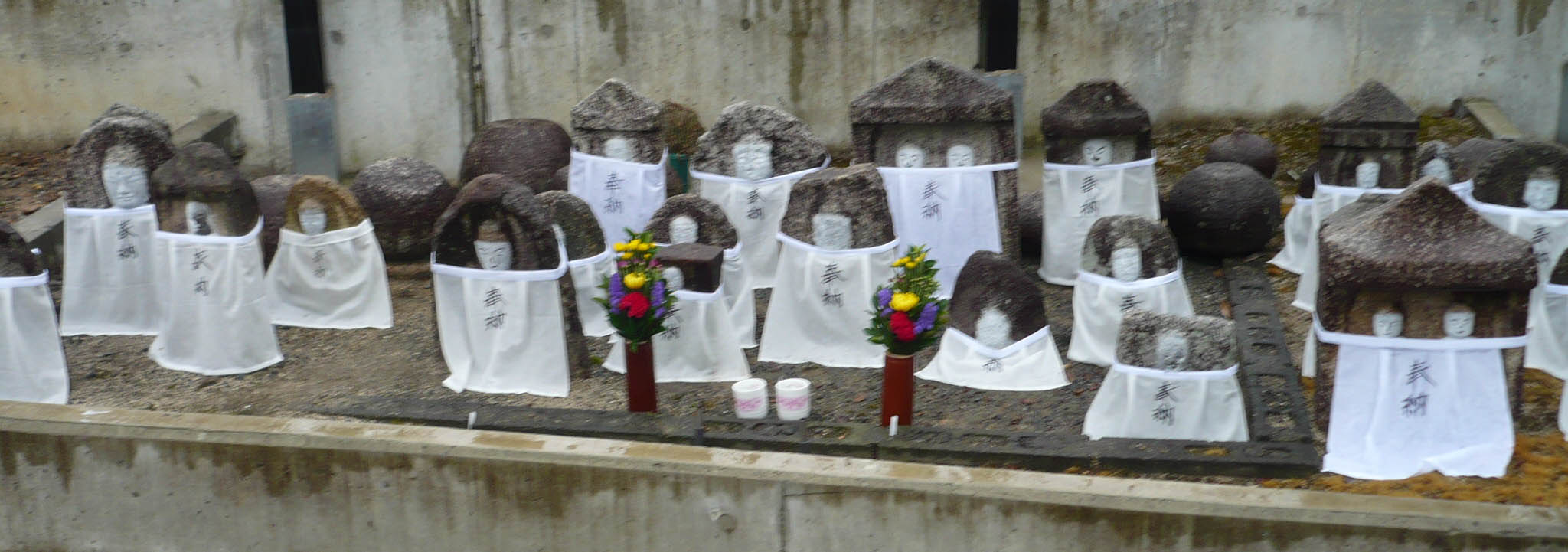
供養地蔵

- どのような経緯で、8月28日に白井河原で両軍が対峙したかは未だ解明されていない。だが、和田・茨木連合軍が十分な戦力を整えないうちに戦端を開くことを強いられたのに対し、荒木・中川連合軍は伏兵まで準備していた点から、荒木・中川の側から仕掛けたのではないかと考えられている。
- 新屋坐天照御魂神社には、清秀が惟政の首を取ったと伝わる短刀が奉納されている。それには「長サ一尺五寸、幅一寸三分、太刀作名、奉謝、中川瀬兵衛、作平増盛」と記載されている。